# Sepia prashadi
Sepia prashadi är en bläckfiskart som beskrevs av Winckworth 1936. Sepia prashadi ingår i släktet Sepia och familjen Sepiidae. IUCN kategoriserar arten globalt som livskraftig. Inga underarter finns listade i Catalogue of Life.